# Basananthe baumii
Basananthe baumii je biljka iz porodice Passifloraceae, roda Basananthe. Sinonimi za ovu biljku su Basananthe baumii var. baumii i Tryphostemma baumii Harms. Raste u visokim predjelima Zambije.

## Vanjske poveznice
- Basananthe na Germplasm Resources Information Network (GRIN)  Arhivirana inačica izvorne stranice od 5. svibnja 2009. (Wayback Machine), SAD-ov odjel za poljodjelstvo, služba za poljodjelska istraživanja.